# آراس زن برزنجیر
آراس زن برزنجیر یک ستاره است که در صورت فلکی آندرومدا قرار دارد.